# Comitato nazionale per la bioetica
In Italia il Comitato nazionale per la bioetica (spesso abbreviato in CNB) è stato istituito con decreto del presidente del Consiglio dei ministri il 28 marzo 1990. È un organo consultivo della Presidenza del Consiglio dei ministri, che svolge sia funzioni di consulenza presso il governo, il Parlamento e le altre istituzioni, sia funzioni di informazione nei confronti dell'opinione pubblica sui problemi etici emergenti. In effetti, con il progredire delle ricerche e con le nuove applicazioni tecnologiche nell'ambito delle scienze della vita e della cura della salute, si è sentita la necessità di approfondire le implicazioni bioetiche delle scienze biomediche applicate alla vita umana nonché alle problematiche bioetiche relative alla vita non umana.
Al Comitato è affidata la funzione di supportare l'orientamento degli operatori normativi sia che agiscono in veste di legislatori sia che siano investiti di tali problematiche in qualità di amministratori. Il CNB, dunque, con il proprio operato contribuisce a definire i criteri da utilizzare nella pratica medica e biologica per tutelare i diritti umani ed evitare eventuali abusi e discriminazioni che possano, anche involontariamente, discendere dalla rapida implementazione dei risultati delle tecno-scienze.
Il CNB esprime le proprie indicazioni attraverso pareri e mozioni che vengono pubblicati, non appena approvati, sul proprio sito. L'azione del Comitato si svolge anche in un ambito sovra nazionale con regolari incontri con i Comitati etici europei e internazionali, essendo anche collegato ad analoghi organismi di altri paesi, dell'Unione europea e del Consiglio d'Europa.
L'attuale mandato del CNB giunge a scadenza il 6 dicembre 2026.

## Storia
Sul finire degli anni '80, i progressi della ricerca scientifica e dell'innovazione tecnologica in campo medico hanno potenziato enormemente la possibilità di intervento dell'uomo sull'uomo stesso (oltre che sulla vita non umana) ed hanno suscitato una vivace discussione in ambito antropologico, filosofico, etico e giuridico.
In questo contesto il Governo italiano ha colto l'importanza di istituire un organismo permanente, a carattere consultivo, come strumento di valutazione etica in ambito filosofico, giuridico, medico e teologico, nel tentativo di dare risposte concrete in una prospettiva interdisciplinare e pluralistica a quesiti riguardanti la vita umana e non umana. Iniziò, pertanto, a profilarsi l'idea di istituire un comitato incaricato di esaminare i temi di bioetica e di biodiritto a livello nazionale, in linea con le indicazioni provenienti dall'Assemblea parlamentare del Consiglio d'Europa e del Parlamento europeo, costituito da personalità competenti, esterno al Parlamento, allo scopo di promuovere un confronto, anche internazionale, sullo stato della ricerca biomedica e dell'ingegneria genetica nella prospettiva del rispetto della libertà e dignità umana, con attenzione anche alla tutela dell'ambiente. Tale esigenza ha trovato concreta realizzazione con l'istituzione del Comitato.

## Compiti
Ai sensi dell'art. 1 del decreto del presidente del Consiglio dei ministri del 28 marzo 1990 , i compiti del Comitato nazionale per la bioetica sono:
- elaborare, anche avvalendosi della facoltà di accedere alle necessarie informazioni presso i centri operativi esistenti in sede nazionale, e in collegamento con gli analoghi comitati istituiti presso altri Paesi nonché le altre organizzazioni internazionali operanti nel settore, un quadro riassuntivo dei programmi, degli obiettivi e dei risultati della ricerca e della sperimentazione nel campo delle scienze della vita e della salute dell'uomo;
- formulare pareri e indicare soluzioni, anche ai fini della predisposizione di atti legislativi, per affrontare i problemi di natura etica e giuridica che possono emergere con il progredire delle ricerche e con la comparsa di nuove possibili applicazioni di interesse clinico avuto riguardo alla salvaguardia dei diritti fondamentali e della dignità dell'uomo e degli altri valori così come sono espressi dalla Carta costituzionale e dagli strumenti internazionali ai quali l'Italia aderisce;
- prospettare soluzioni per le funzioni di controllo rivolte sia alla tutela della sicurezza dell'uomo e dell'ambiente nella produzione di materiale biologico sia alla protezione da eventuali rischi dei pazienti trattati con prodotti dell'ingegneria genetica o sottoposti a terapia genetica;
- promuovere la redazione di codici di comportamento per gli operatori dei vari settori interessati e favorire una corretta informazione dell'opinione pubblica.

## Funzionamento e composizione
Con decreto del presidente del Consiglio dei ministri del settembre 2010 il Comitato nazionale per la bioetica è stato sottratto, unitamente ad altri organismi collegiali, dalla normativa di riordino dei comitati e delle commissioni. Tale espunzione trova ragione nelle peculiari competenze e finalità allo stesso affidate, nonché nel fatto che questo è stato istituito a seguito delle raccomandazioni dell'Assemblea parlamentare del Consiglio d'Europa ed è, dunque, inserito nelle dinamiche sia nazionali, sia internazionali del settore.
Il Comitato viene rinnovato nei suoi componenti ogni quattro anni. Alla scadenza del mandato il presidente del Consiglio dei ministri ha il compito di designare il presidente e la Vicepresidenza del Comitato. Il CNB si avvale, nella sua composizione, di esperti nelle discipline giuridiche, filosofiche, biologiche, mediche, medico-legali, psicologiche e sociologiche.
La composizione del Comitato è caratterizzata dalla interdisciplinarità delle competenze e dalla pluralistica rappresentazione delle teorie, realizzata attraverso la nomina di componenti provenienti da diverse aree formative sia dal punto di vista scientifico e filosofico, sia politico e religioso.
Per espletare i propri compiti il Comitato è supportato da una segreteria amministrativa e da una segreteria scientifica. Quest'ultima è composta da esperti in varie discipline che coadiuvano il lavoro dei membri e curano la redazione dei documenti pubblicati dal CNB.
Il CNB è composto da professori, giuristi e ricercatori. L'attuale composizione è presente sul sito ufficiale del comitato.

## Cronologie della Presidenza del CNB
Sono stati Presidenti del CNB:
- Adriano Bompiani (1990-1992);
- Adriano Ossicini (1992-1994);
- Francesco D'Agostino (1995-1998);
- Giovanni Berlinguer (1999-2001);
- Francesco D'Agostino (2002-2006);
- Francesco Paolo Casavola (2006-2015);
- Lorenzo d'Avack (2015-2017 Presidente vicario - Presidente dal 23 marzo 2018 al 22 marzo 2022)
- Angelo Luigi Vescovi (dal 6 dicembre 2022)